# Bukovinka
Bukovinka (en allemand : Klein Bukowin) est une commune du district de Blansko, dans la région de Moravie-du-Sud, en République tchèque. Sa population s'élevait à 590 habitants en 2020.

## Géographie
Bukovinka se trouve à 14 km au sud-est de Blansko, à 19 km au nord-est de Brno et à 192 km à l'est-sud-est de Prague.
La commune est limitée par Jedovnice et Ruprechtov au nord, par Račice-Pístovice à l'est, par Hostěnice au sud, et par Bukovina et Křtiny à l'ouest.

## Histoire
La première mention écrite de la localité date de 1268.